# Галина Територи (Илиноис)
Галина Територи (енгл. The Galena Territory) насељено је место без административног статуса у америчкој савезној држави Илиноис.

## Демографија
По попису из 2010. године број становника је 1.058.
| Група             | 2000.    | 2010.         |
| Белци             | 0 (0,0%) | 1.023 (96,7%) |
| Афроамериканци    | 0 (0,0%) | 3 (0,3%)      |
| Азијати           | 0 (0,0%) | 6 (0,6%)      |
| Хиспаноамериканци | 0 (0,0%) | 17 (1,6%)     |
| Укупно            | 0        | 1.058         |